# Base McMurdo
La base McMurdo (en inglés: McMurdo Station, cuyos residentes llaman Mac-Town) de Estados Unidos en la Antártida está localizada en el extremo sur de la isla de Ross, a orillas del estrecho de McMurdo, y a 3500 km al sur de Nueva Zelanda. Es operada por el Programa Antártico de Estados Unidos, una rama de la Fundación Nacional para la Ciencia. La base es la comunidad más grande en la Antártida, con capacidad para 1258 residentes, y sirve como estación de investigación científica.
Sirve como centro logístico para la mitad del continente antártico, y actualmente está gestionado por Raytheon Polar Services (una compañía subsidiaria de Raytheon). Todas las personas y cargas que van o vuelven de la base Amundsen-Scott (ubicada en las inmediaciones del propio polo Sur) siempre pasan por la base McMurdo. La estación está ubicada en la dependencia Ross, territorio reivindicado por Nueva Zelanda, que tiene la base Scott a aproximadamente tres kilómetros de McMurdo.

## Historia
La base recibió su nombre por asociación con el estrecho de McMurdo, que fue nombrado en homenaje al teniente Archibald McMurdo del HMS Terror, quien fue el primero en cartografiar el área en 1841 bajo el mando del explorador británico James Clark Ross. El explorador británico Robert Falcon Scott estableció una base cerca de la actual McMurdo en 1902, construyendo la cabaña Discovery, que aún existe adyacente al puerto en la península Hut Point.
La estación fue inaugurada el 16 de febrero de 1956 con el nombre de Naval Air Facility McMurdo. McMurdo se volvió el centro de las operaciones científicas y logísticas durante el Año Geofísico Internacional, un esfuerzo científico internacional que tuvo lugar entre el 1 de julio de 1957 y el 31 de diciembre de 1958.
El 3 de marzo de 1962 fue activada una usina nuclear en la base, prefabricada en módulos. El reactor generó 1,8 MW de electricidad y remplazó 5700 litros diarios de combustible. El reactor fue utilizado, entre otras cosas, para desalinizar agua de mar. Como resultado de continuas cuestiones de seguridad (entre ellas un desastre nuclear que llevó a tener que enterrar en cientos de kilómetros de túneles en el hielo el material radioactivo), el U.S. Navy Nuclear Power Program dejó fuera de funcionamiento la planta nuclear en 1972. Luego de eso fueron utilizados generadores diésel convencionales.
Entre 1962 y 1963, 28 cohetes Arcas fueron lanzados desde McMurdo.
El 15 de febrero de 2003 McMurdo fue noticia cuando alrededor de 50 científicos que trabajaban en la base se adhirieron a la protesta internacional contra la invasión de Irak.

## Galería

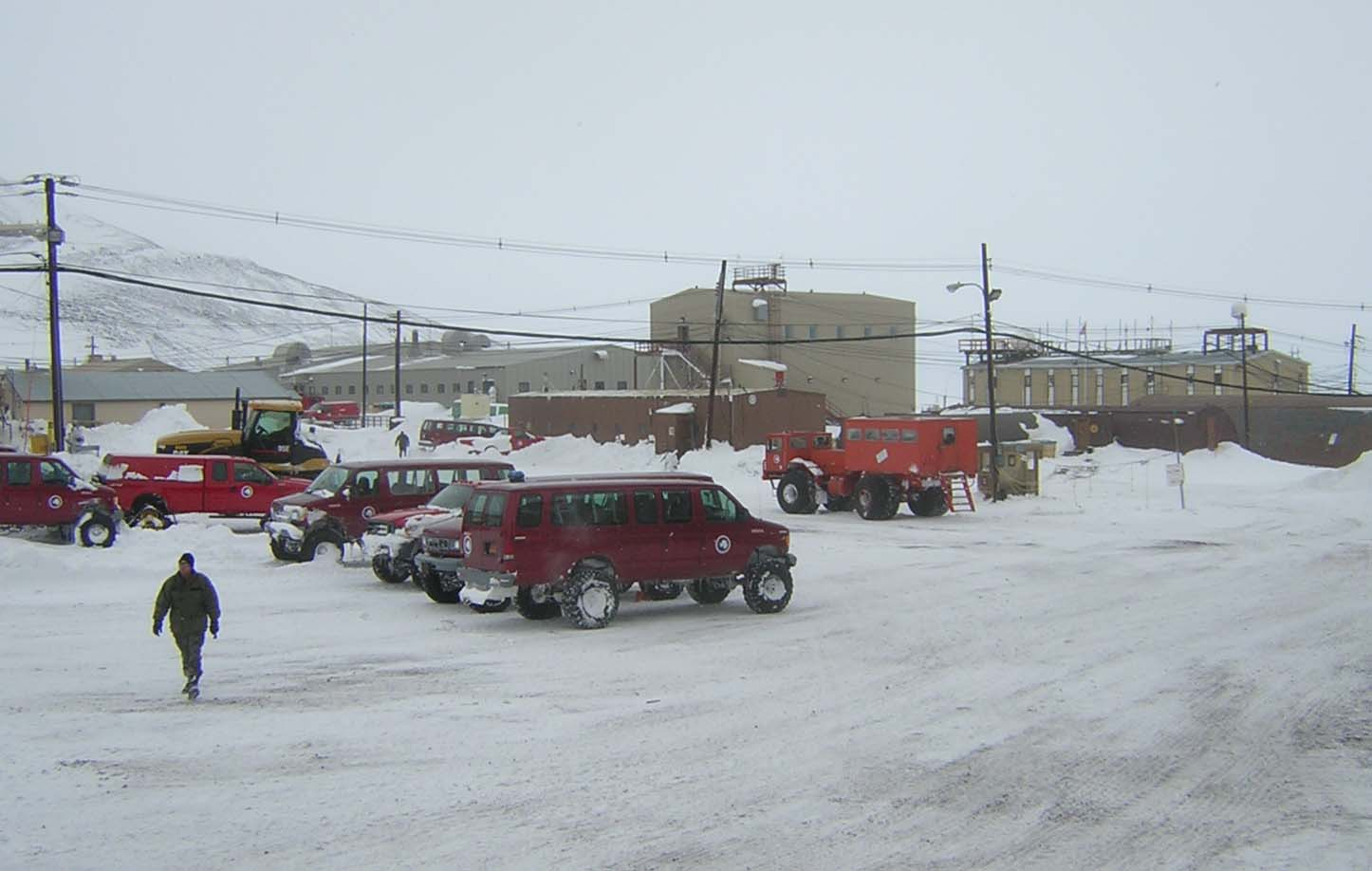
Una vista de la estación de McMurdo
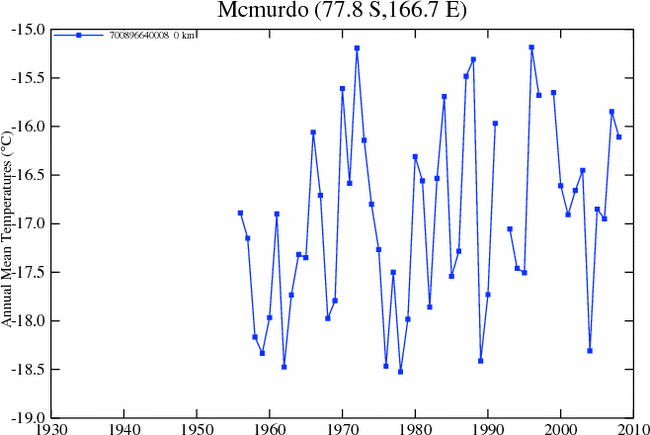
Termografía diaria promedio del aire en casilla, 1956 a 2008, NASA
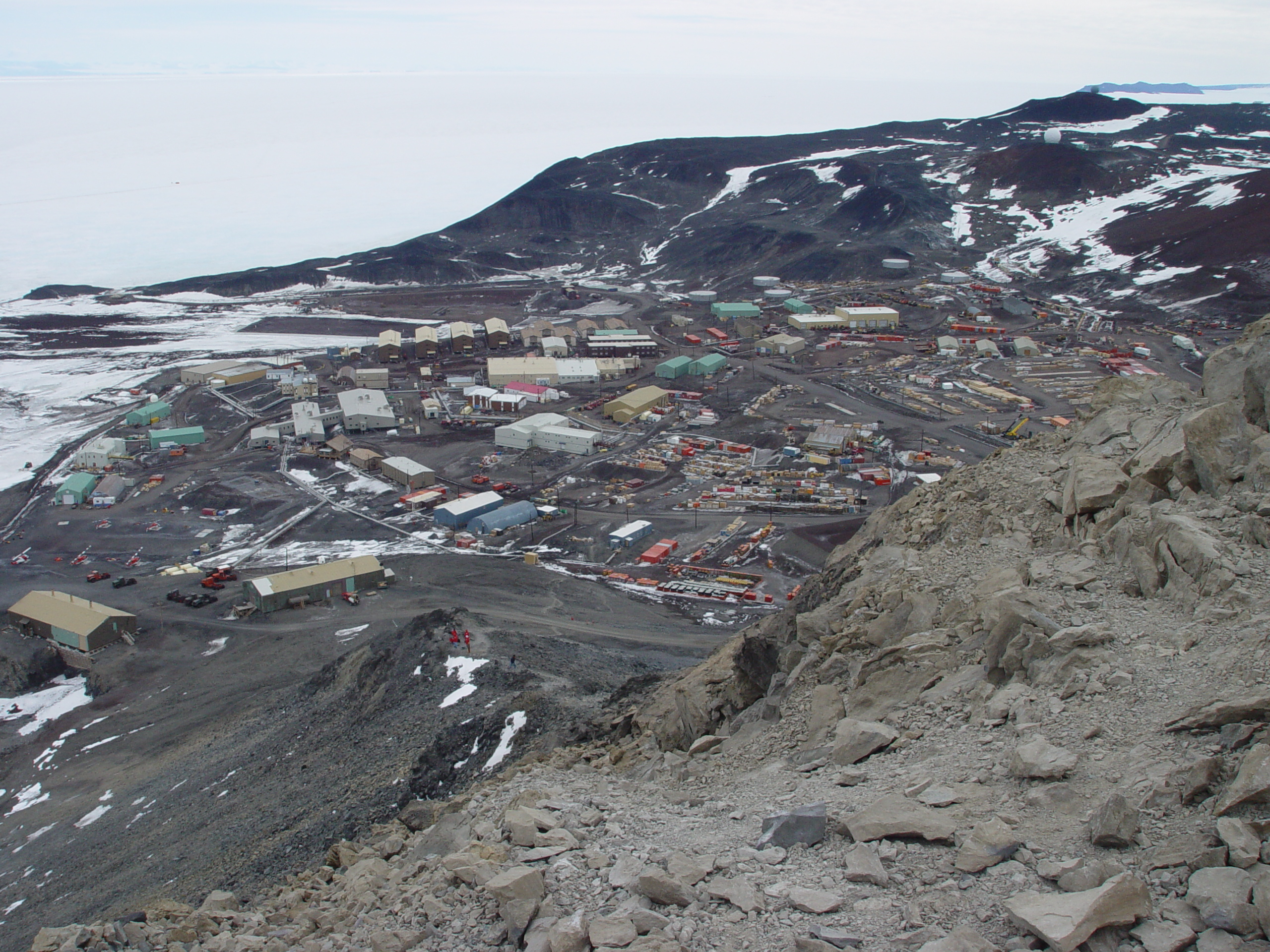
McMurdo visto desde la cima de Observation Hill
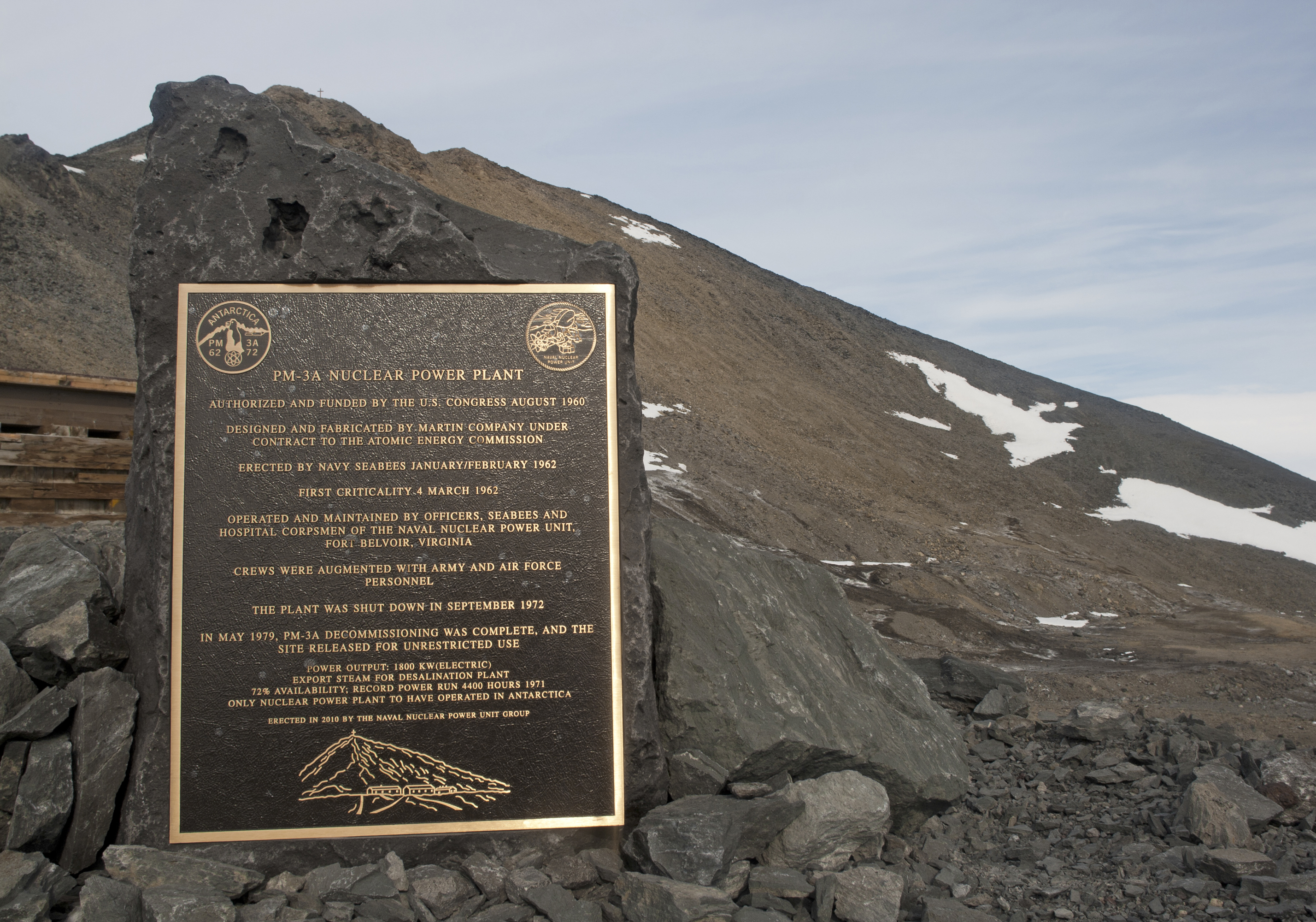
Placa conmemorativa de la central nuclear PM-3A
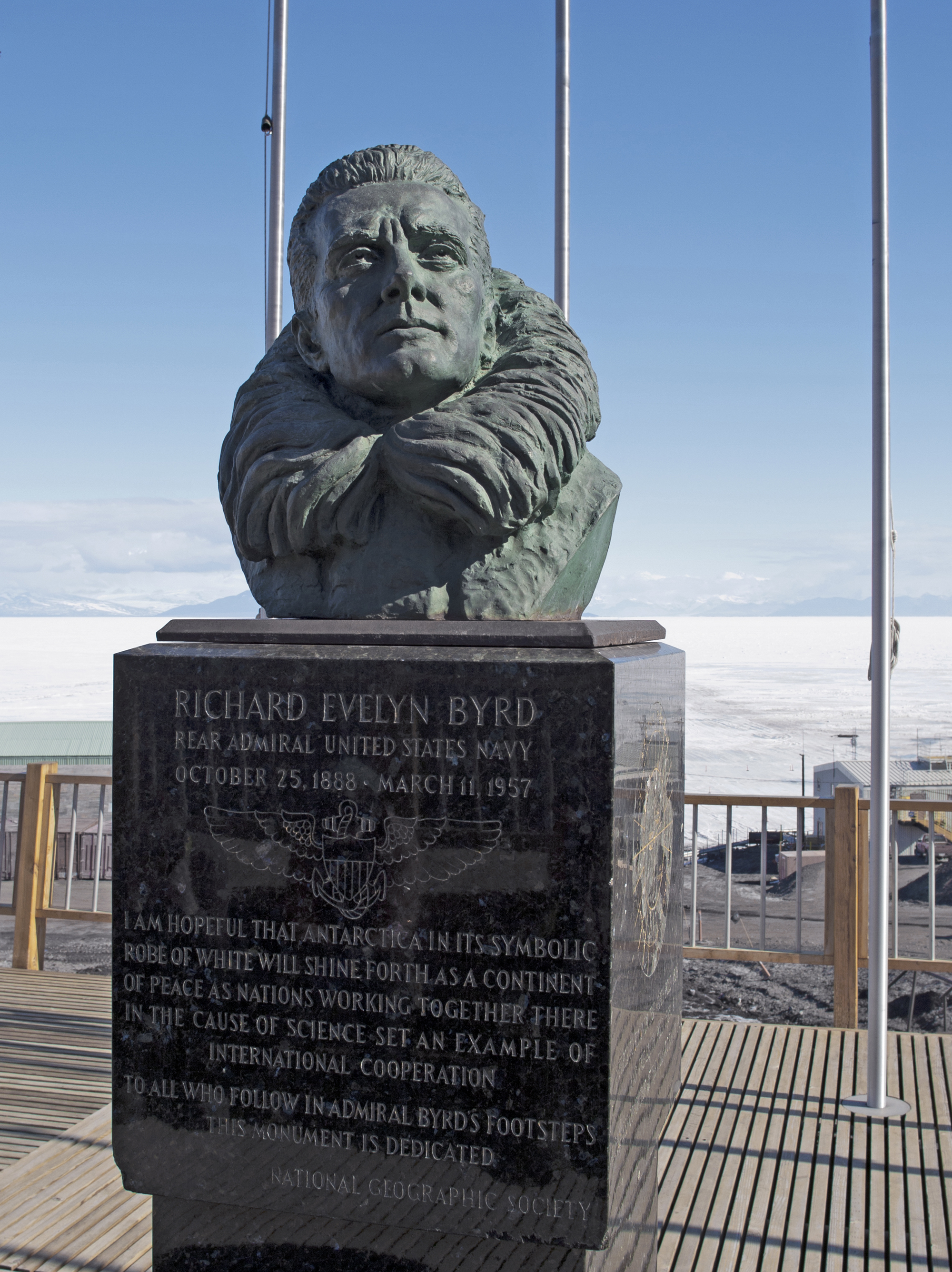
Busto de Richard Byrd

## Clima
| Parámetros climáticos promedio de Base McMurdo                                | Parámetros climáticos promedio de Base McMurdo | Parámetros climáticos promedio de Base McMurdo | Parámetros climáticos promedio de Base McMurdo | Parámetros climáticos promedio de Base McMurdo | Parámetros climáticos promedio de Base McMurdo | Parámetros climáticos promedio de Base McMurdo | Parámetros climáticos promedio de Base McMurdo | Parámetros climáticos promedio de Base McMurdo | Parámetros climáticos promedio de Base McMurdo | Parámetros climáticos promedio de Base McMurdo | Parámetros climáticos promedio de Base McMurdo | Parámetros climáticos promedio de Base McMurdo | Parámetros climáticos promedio de Base McMurdo |
| Mes                                                                           | Ene.                                           | Feb.                                           | Mar.                                           | Abr.                                           | May.                                           | Jun.                                           | Jul.                                           | Ago.                                           | Sep.                                           | Oct.                                           | Nov.                                           | Dic.                                           | Anual                                          |
| ----------------------------------------------------------------------------- | ---------------------------------------------- | ---------------------------------------------- | ---------------------------------------------- | ---------------------------------------------- | ---------------------------------------------- | ---------------------------------------------- | ---------------------------------------------- | ---------------------------------------------- | ---------------------------------------------- | ---------------------------------------------- | ---------------------------------------------- | ---------------------------------------------- | ---------------------------------------------- |
| Temp. máx. abs. (°C)                                                          | 8.3                                            | 2.2                                            | -2.2                                           | -3.9                                           | -2.8                                           | -4.4                                           | -6.1                                           | -4.4                                           | -4.4                                           | 0.6                                            | 2.8                                            | 10.5                                           | 10.5                                           |
| Temp. máx. media (°C)                                                         | -0.2                                           | -6.3                                           | -14                                            | -17.4                                          | -19.0                                          | -19.1                                          | -21.7                                          | -22.8                                          | -20.8                                          | -15.5                                          | -6.7                                           | -0.8                                           | -13.5                                          |
| Temp. media (°C)                                                              | -2.9                                           | -9.5                                           | -18.2                                          | -20.7                                          | -21.7                                          | -23.0                                          | -25.7                                          | -26.1                                          | -24.6                                          | -18.9                                          | -9.7                                           | -3.4                                           | -16.9                                          |
| Temp. mín. media (°C)                                                         | -5.5                                           | -11.6                                          | -21.1                                          | -24.9                                          | -27.1                                          | -27.3                                          | -30.1                                          | -31.8                                          | -29.4                                          | -23.4                                          | -12.7                                          | -6.0                                           | -20.6                                          |
| Temp. mín. abs. (°C)                                                          | -15.0                                          | -25.0                                          | -43.3                                          | -40.0                                          | -44.4                                          | -41.1                                          | -48.9                                          | -49.4                                          | -43.9                                          | -40.0                                          | -26.1                                          | -14.4                                          | -49.4                                          |
| Precipitación total (mm)                                                      | 15.0                                           | 21.2                                           | 24.1                                           | 18.4                                           | 23.7                                           | 24.9                                           | 15.6                                           | 11.3                                           | 11.8                                           | 9.7                                            | 9.5                                            | 15.7                                           | 202.5                                          |
| Nevadas (cm)                                                                  | 6.6                                            | 22.4                                           | 11.4                                           | 12.7                                           | 17.0                                           | 17.8                                           | 14.0                                           | 6.6                                            | 7.6                                            | 13.5                                           | 8.4                                            | 10.4                                           | 148.4                                          |
| Días de precipitaciones (≥ 1.0 mm)                                            | 2.6                                            | 4.7                                            | 3.2                                            | 4.5                                            | 5.5                                            | 5.7                                            | 4.7                                            | 4.1                                            | 3.0                                            | 3.2                                            | 2.4                                            | 2.5                                            | 46.1                                           |
| Días de nevadas (≥ 1 mm)                                                      | 12.8                                           | 17.6                                           | 17.8                                           | 16.4                                           | 16.2                                           | 15.6                                           | 15.3                                           | 14.5                                           | 13.3                                           | 14.5                                           | 13.5                                           | 13.8                                           | 181.3                                          |
| Humedad relativa (%)                                                          | 66.7                                           | 65.2                                           | 66.6                                           | 66.6                                           | 64.2                                           | 62.4                                           | 60.2                                           | 63.4                                           | 55.8                                           | 61.4                                           | 64.7                                           | 67.0                                           | 63.7                                           |
| Fuente n.º 1: Cool Antarctica                                                 |                                                |                                                |                                                |                                                |                                                |                                                |                                                |                                                |                                                |                                                |                                                |                                                |                                                |
| Fuente n.º 2: NOAA (extremes and precipitation and snowy days data 1961−1986) |                                                |                                                |                                                |                                                |                                                |                                                |                                                |                                                |                                                |                                                |                                                |                                                |                                                |

## Instalaciones
Las instalaciones de la base y sus inmediaciones incluyen un puerto, tres campos de aviación (dos de ellos estacionales), un helipuerto y alrededor de 100 edificios, incluyendo el Centro de Ingeniería y Ciencia Albert P. Crary. La base tiene el único cajero automático del continente, provisto por el Banco Wells Fargo. El interés primario del trabajo que se realiza en la base es científico, pero la mayoría de los residentes, que en el verano alcanza los 1000 y en invierno se reducen a 200, no son científicos sino que se dedican a proveer apoyo a las operaciones logísticas, tecnología informática, construcción y mantenimiento.

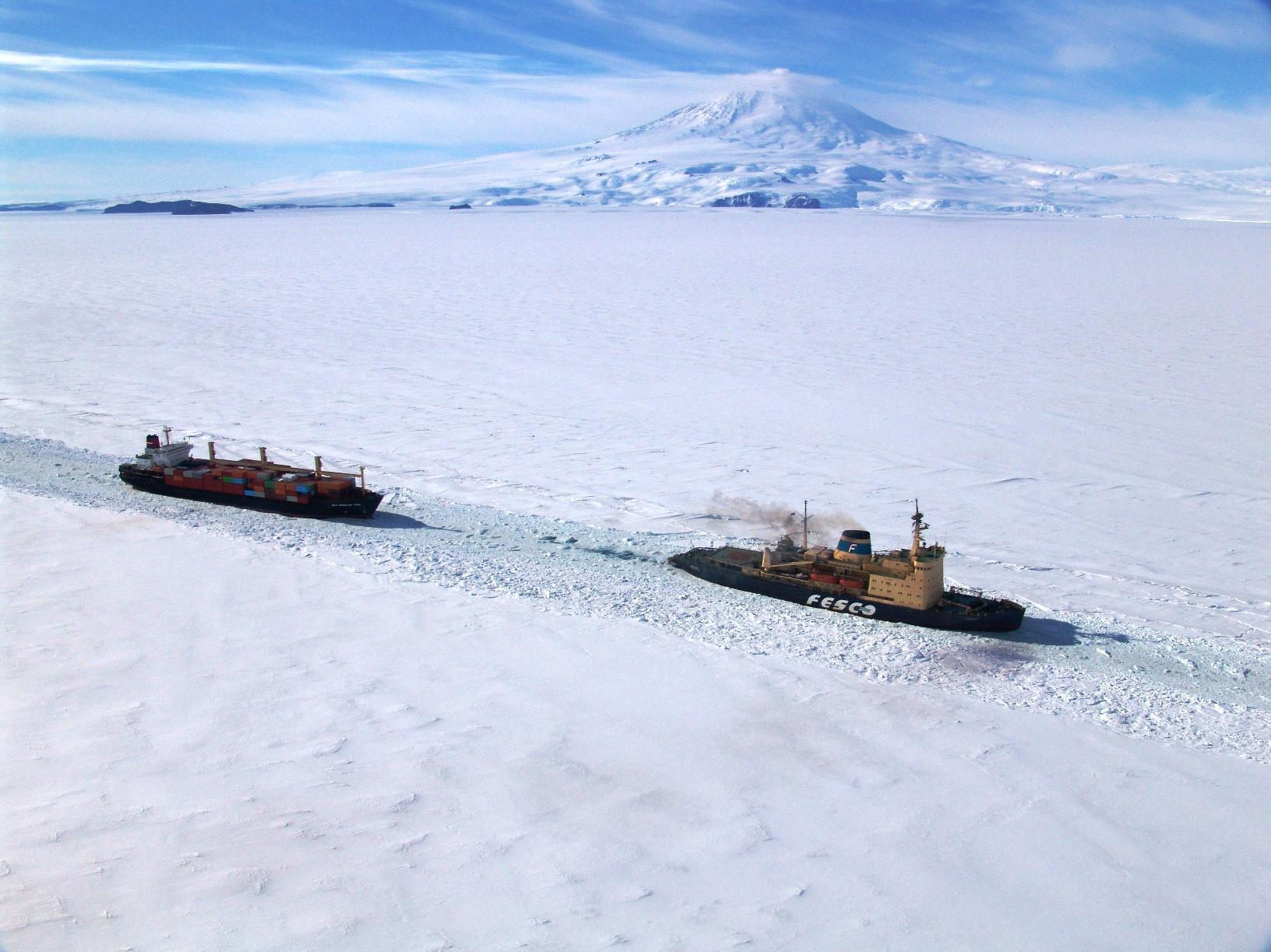
El barco MV American Tern guiado por el rompehielos ruso Krasin hacia McMurdo durante la Operación Deep Freeze de 2006. El monte Erebus puede verse detrás.

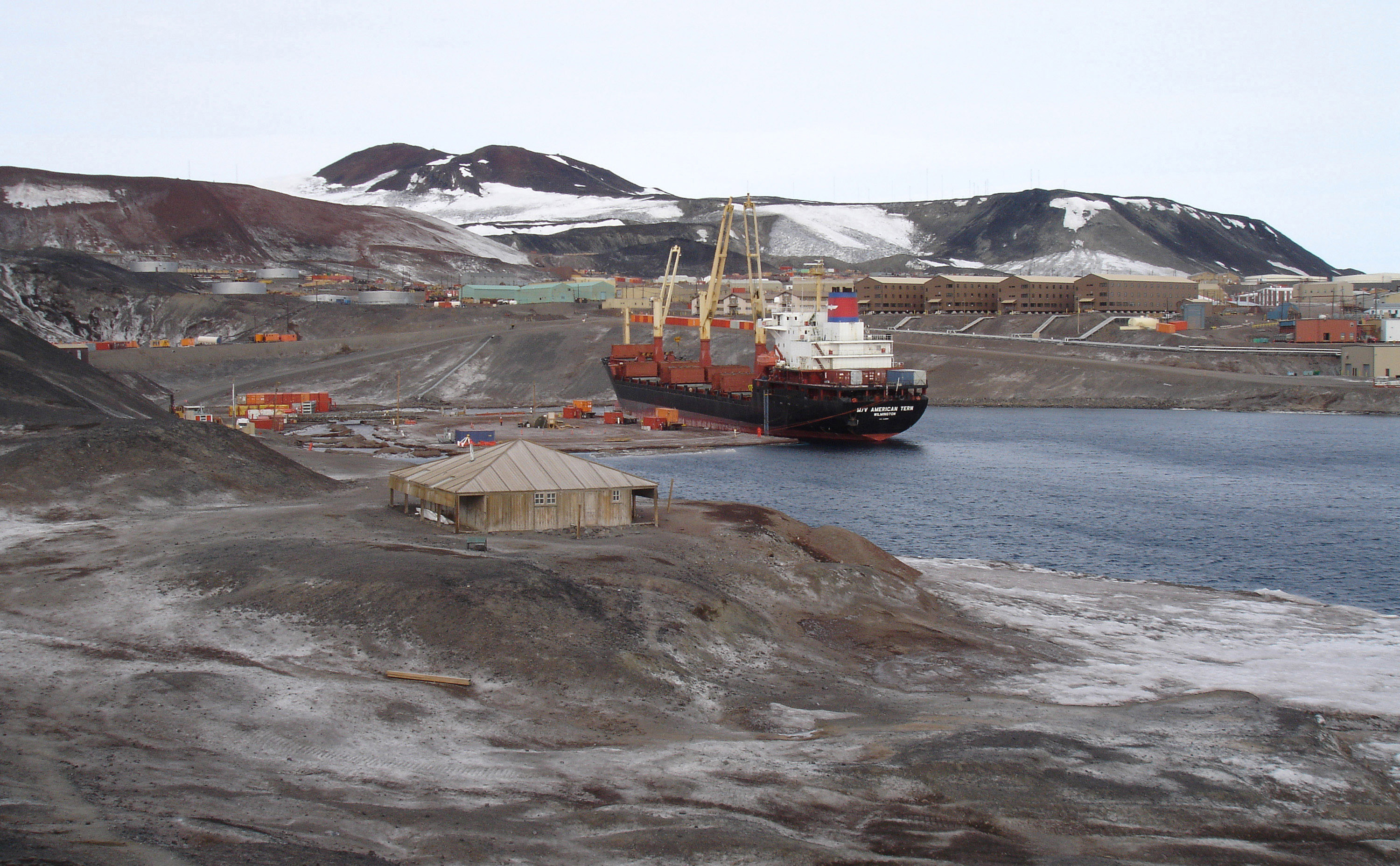
El barco de suministros MV American Tern durante operaciones de carga en McMurdo durante la Operación Deep Freeze de 2007. El edificio en primer plano es la Cabaña Discovery.

Anualmente, como parte de la Operación Deep Freeze, los barcos transportan ocho millones de galones U.S. de combustible y cinco millones de kg de carga de suministros y equipos para los residentes de McMurdo. Los barcos son operados por el Military Sealift Command, pero manejados por marineros civiles. Los rompehielos de la Guardia Costera de Estados Unidos rompen el hielo abriendo un canal a través del congelado estrecho de McMurdo Sound para que los barcos de suministros puedan alcanzar la bahía Winter Quarters en McMurdo. Adicionalmente suministros y personal vuelan al cercano Campo Williams desde el Aeropuerto Internacional de Christchurch en Nueva Zelanda. Una variedad de frutas y verduras son cultivados por hidroponía en la base.
Recientemente han surgido muchas críticas con relación a su vertido de residuos no tratados, su trato a las personas de nacionalidad no estadounidense, y sus proyectos de construcción: en especial la carretera de McMurdo al Polo Sur.
Una parte apreciable de la película documental Encounters at the end of the world, de Werner Herzog (2007), transcurre en la base McMurdo.

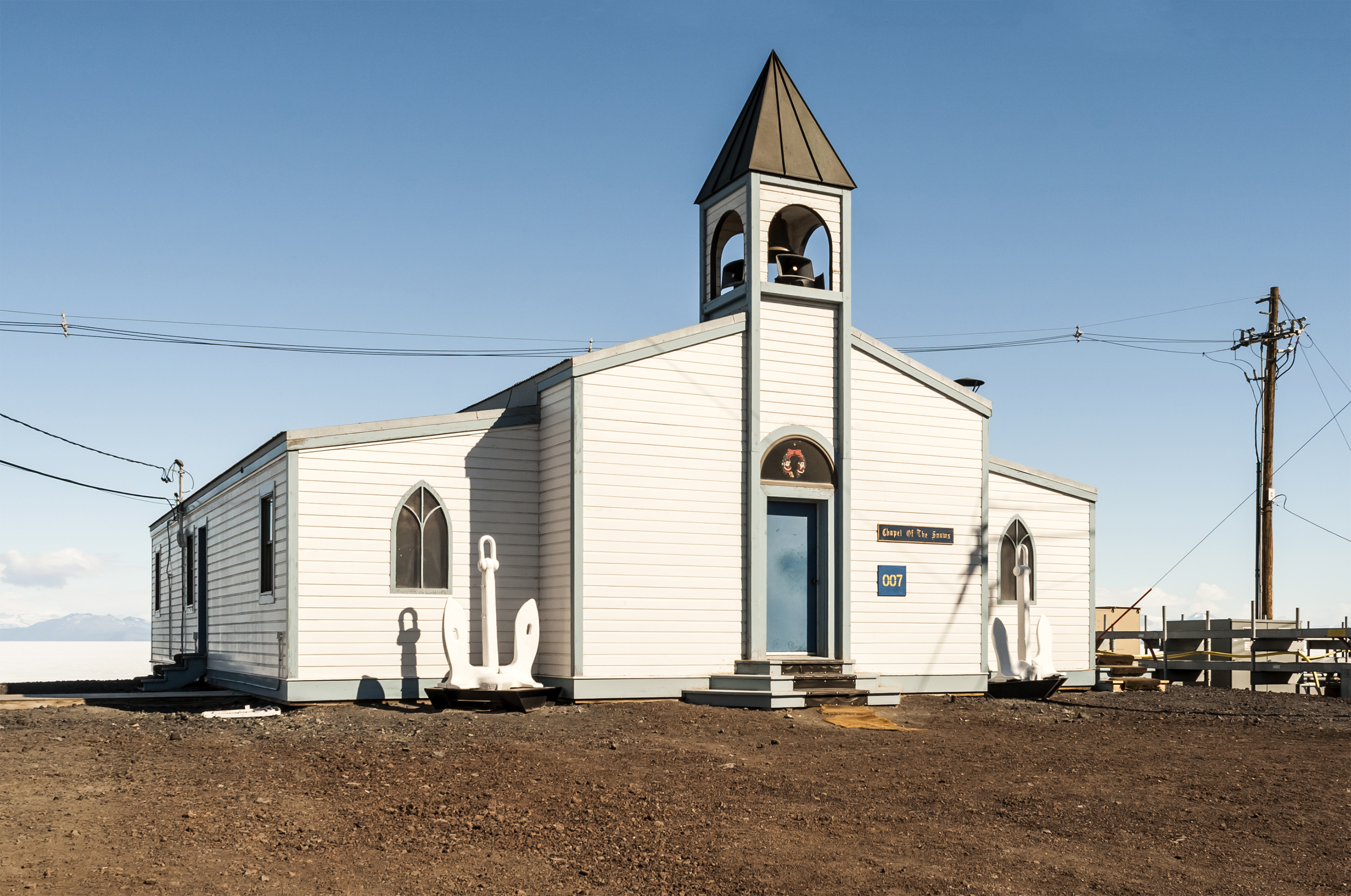
Capilla de las Nieves, incendiada en 1978 y luego reconstruida.

La capilla de las Nieves (Chapel of the Snows) es una iglesia cristiana ecuménica localizada en la base McMurdo. Es el segundo templo religioso ubicado más al sur del mundo y tiene servicios regulares católicos y protestantes. Durante el verano austral, la capilla tiene capellanes rotativos. La Guardia Aérea Nacional suministra los capellanes protestantes y la Arquidiócesis de Wellington de Nueva Zelanda lo hace con los católicos. La capilla también es utilizada para servicios y encuentros religiosos de mormones, baha'i y budistas, y para reuniones no religiosas como las de Alcohólicos Anónimos. Tiene capacidad para 63 personas.

## Transporte
La base cuenta con tres aeródromos:
- Aeródromo Ice Runway (ICAO: NZIR): ubicado sobre el estrecho de McMurdo, es el principal del Programa Antártico de los Estados Unidos durante el verano antártico.
- Campo Williams (ICAO: NZWD): con pista de nieve permanente.
- Campo Pegasus (ICAO: NZPG): con pista de hielo azul cerca de la isla Black.

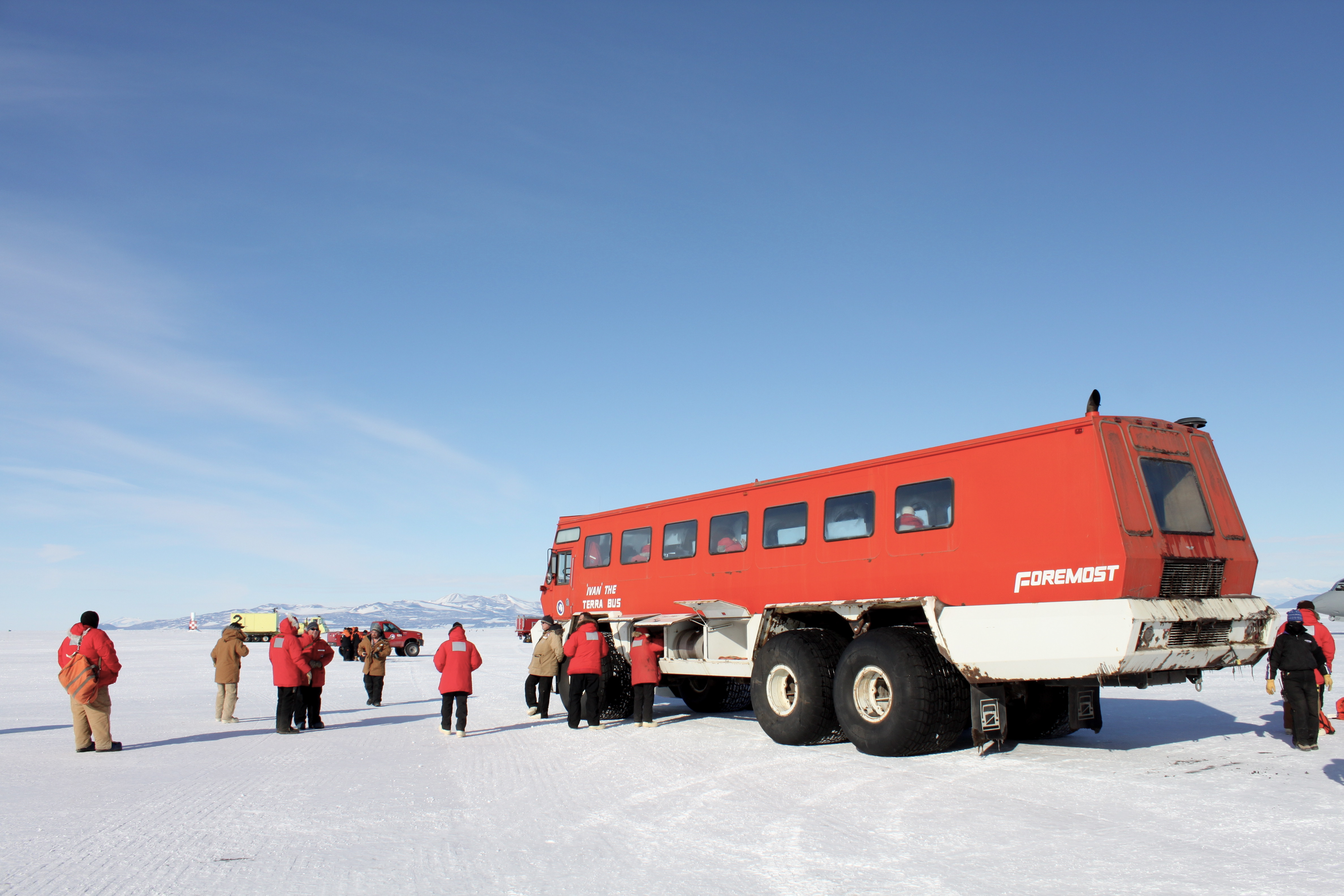
El autobús Ivan.

McMurdo es el sitio más meridional del mundo accesible por barco, y por lo tanto el puerto ubicado más al sur.
Una multitud de vehículos transporta personal y carga alrededor de la base, incluyendo el autobús Ivan. Hay una ruta de McMurdo a la Base Amundsen-Scott denominada South Pole Traverse (carretera de McMurdo al Polo Sur).

## Sitios y monumentos históricos
La placa conmemorativa de la central nuclear PM-3A de la Estación McMurdo, sujeta a una piedra vertical, donde antes funcionaba el reactor nuclear PM-3A, fue designada en 2010 Sitio y Monumento Histórico SMH 85: Placa conmemorativa de la central nuclear PM-3A de la Estación McMurdo bajo el Tratado Antártico, y conservada por la base. Esta placa de bronce tiene alrededor de 45 x 60 cm y está sujeta a una piedra vertical grande. Está aproximadamente a mitad de camino entre el pie y la cima del cerro Observación, en el lado oeste. En el texto de la placa se detallan los logros de la central nuclear PM-3A, la primera de la Antártida.
La cabaña de Scott-Discovery construida en febrero de 1902 por la expedición antártica británica de 1901-1904, comandada por el capitán Robert F. Scott, parcialmente restaurada por la New Zealand Antarctic Society con ayuda del gobierno estadounidense en enero de 1964, fue designada en 1972 SMH 18: Cabaña de Scott - Discovery. Es conservada por Nueva Zelanda y es parte de la ZAEP Punta Hut, isla de Ross.
La cruz de George Vince erigida en febrero de 1904 por la expedición antártica británica de 1901-1904, recordando el lugar donde murió George Vince, miembro de la expedición, fue designada en 1972 SMH 19: Cruz de George Vince a propuesta y conservación de Nueva Zelanda.
La cruz en la Colina Observación erigida en enero de 1913 por la expedición antártica británica de 1910-1913, recordando el grupo del capitán Robert F. Scott que muriera en el viaje de regreso del Polo Sur en marzo de 1912, fue designada en 1972 SMH 20: Cruz en la Colina Observación.
El busto de Richard Byrd, de bronce sobre mármol negro, de 1,50 m de alto por 60 cm de lado, sobre una plataforma de madera, con inscripciones que describen los logros polares de Richard E. Byrd, fue designado en 1989 SMH 54: Busto de Richard Byrd, a propuesta y conservación de Estados Unidos.